# السهل الشرقي (الشاهل)

تعديل مصدري - تعديل

السهل الشرقي هي إحدى قرى عزلة مديخة بمديرية الشاهل التابعة لمحافظة حجة، بلغ تعداد سكانها 193 نسمة حسب تعداد اليمن لعام 2004.